# Aken
| i | V9 | q · n | A40 |

| i | V9 | q · n | A40 |

Aken neboli Aqen byl zřídka zmiňovaným staroegyptským bohem podsvětí. Poprvé byl zmíněn v knize mrtvých z období střední říše. V podsvětí byl ochráncem a průvodcem boha Slunce Rea na Reově nebeské cestě. Byl také popisován jako “ústa času”, ze kterých bohové a démoni vytáhli “lano času”, jak je popsáno v hrobce krále Setiho I. Byl také patronem a ochráncem lodi Mesektet, která převážela mrtvé do podsvětí. Mrtví jej volají, aby je převezl do podsvětí. Jako převozník mrtvých může být předchůdcem řeckého Chárona. Jsou známa další jména/epitetony a je možné, že všechna označují Akena:
„Jehož pohled je za ním“ (mȝȝ-ḥȝ.f)
„Jenž hledí svým obličejem“ (mȝȝ-m-ḥr.f)
„Jehož tvář je za ním“ (ḥr.f-ḥȝ.f)
„Jehož obličej je vpředu a jehož obličej je vzadu.“ (ḥr.f-m-ḫnt.f-ḥr.f-m-mḥȝ.f)
Aken neměl vlastní centrum kultu, kde by byl uctíván, ale je mnohokrát zmíněn v textech pyramid, textech rakví a knize mrtvých. Mnohdy je asociován s bohem Chertim.